# Haus Wiesche

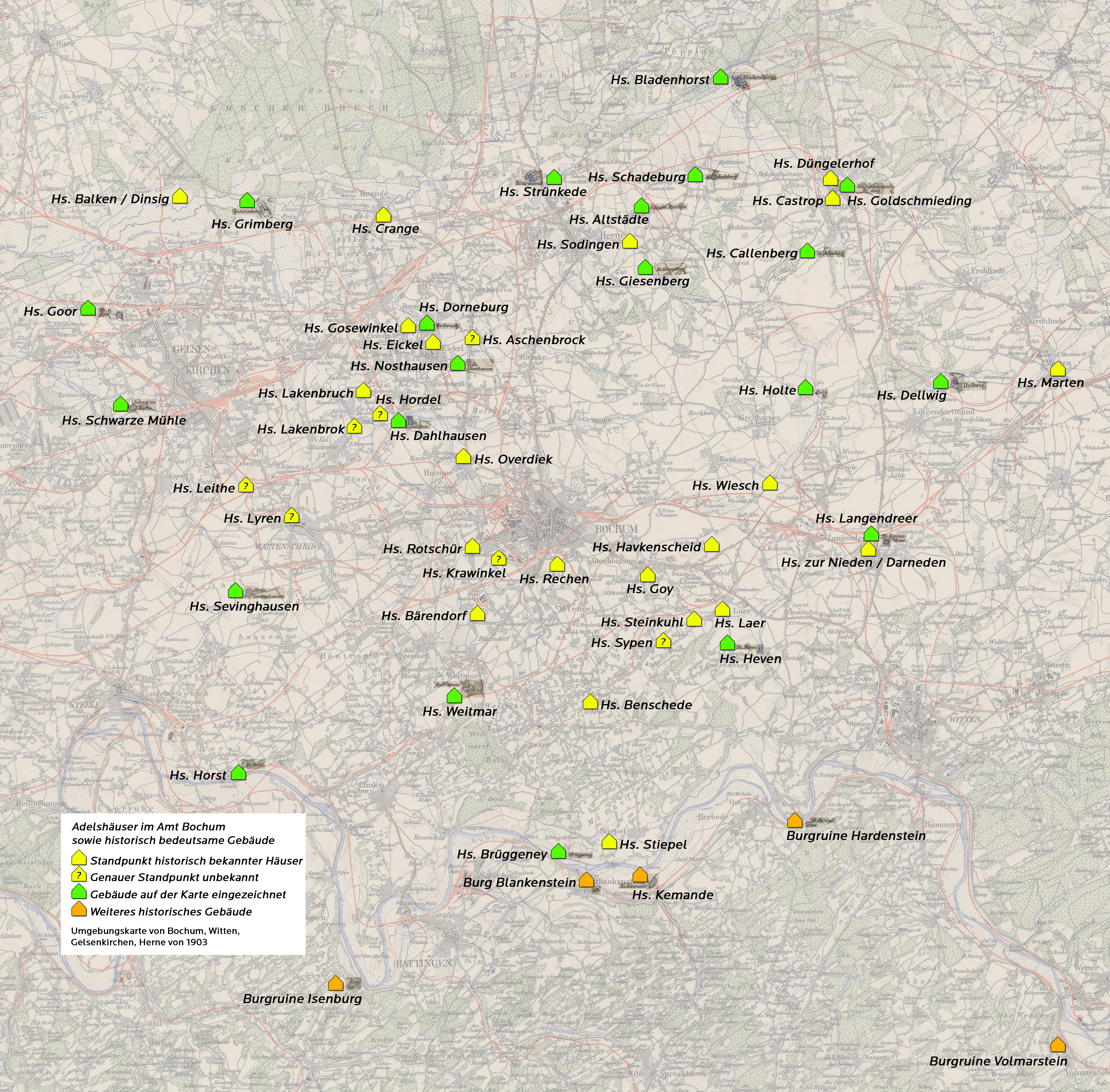
Die Adelssitze und Rittergüter im Amt Bochum mit Haus Wiesche

Haus Wiesche war ein Rittergut im Bochumer Stadtteil Harpen.
Das heute nicht mehr existente Gut lag unweit der Harpener Teiche am Werner Hellweg, etwa ein Kilometer westlich von Werne.
Die Urkunden belegen die Herren von Harpen als Besitzer von 1342 bis 1385 („Hugo von Harpen anders geheiten von der Wiesche“). Die Familie von Grimberg aus Altenbochum, die sich auch von Aldenbockum nannte, übernahm den Besitz. Anfang des 17. Jahrhunderts ging Haus Wiesche an die Familie von Viermund auf Schloss Bladenhorst über.
Die Herren zu Wiesche waren Holzrichter der Harpener Mark und Patrone der St.-Vinzentius-Kirche in Harpen. Sie spendeten 1471 das Sakramentshaus an der Nordwand des Altarraumes. In Herne erinnert die Wiescherstraße an das Rittergut.